# QOA (llenguatge de programació)
QOA (de l’anglès Quantum Optical Assembly) és un llenguatge assemblador de domini específic i simulador dissenyat per a computació quàntica, computació fotònica i entorns de computació híbrida. Desenvolupat en Rust per Ryan (planetryan) i publicat sota la llicència GPL 3.0 el 2025, QOA proporciona un conjunt d'instruccions unificat per a portes de qubit, transformacions òptiques i flux de control clàssic, amb suport per a modelització de soroll i decoherència.
El llenguatge segueix els paradigmes de la computació quàntica, computació fotònica i computació híbrida, utilitza tipat estàtic, i suporta extensions de fitxer com `.qoa`, `.qx`, `.qexe`, `.oexe` i `.qoexe`. La seva versió més recent és la 0.2.9, publicada el 5 de juliol de 2025.

## Visió general
QOA permet als desenvolupadors escriure programes de baix nivell dirigits a sistemes híbrids quàntic‑òptics. El seu conjunt d'instruccions segueix la sintaxi del model RISC, amb un enfocament en la simplicitat i l'extensibilitat. Els programes poden combinar portes lògiques quàntiques, instruccions clàssiques i transformacions fotòniques.

## Història
QOA va aparèixer per primera vegada amb la versió 0.2.0 al juny de 2025. Des d’aleshores s’han afegit diverses funcionalitats:
- Versió 0.2.2 (18 juny 2025): Correccions en `regset` i estabilitat.[3]
- Versió 0.2.3 (19 juny 2025): Compatibilitat amb JSON d’IonQ.[4]
- Versió 0.2.4 (23 juny 2025): Millores en el control quàntic i transformacions òptiques.[5]
- Versió 0.2.5 (26 juny 2025): Subrutines, entrada/sortida avançada i depuració.[6]
- Versió 0.2.6 (1 juliol 2025): Visualitzador de vídeo amb FFmpeg.[7]
- Versió 0.2.7 (2 juliol 2025): Integració d’àudio i gestió de color.[8]
- Versió 0.2.8 (4 juliol 2025): Paral·lelisme amb Rayon.[9]
- Versió 0.2.9 (5 juliol 2025): Visualitzacions avançades i estabilitat.[1]

## Característiques

### Arquitectura
- Tipat estàtic: validació de qubits, modes fotònics i registres clàssics.
- Instruccions modulars: portes Hadamard, Pauli‑X, CNOT, divisors de feix, instruccions clàssiques.
- Plugin: suport per hardware (IonQ, FPGA) i simulació.

### Modelatge de soroll
Inclou canals realistes: soroll tèrmic, despolarització, pèrdua d’amplitud, efectes Kerr.

### Control de flux
Control clàssic amb subrutines, condicions i bucles iteratius.

### Visualització
Processa fitxers d’àudio com WAV i MP3 per generar vídeos reactius a fenòmens quàntics simulats.

## Comunitat
QOA és un projecte de programari lliure allotjat a GitHub sota la llicència GPL v3. Rep contribucions públiques i manté una planificació oberta.

## Aplicacions
Dirigit a investigadors, estudiants i desenvolupadors d’algoritmes per a sistemes quàntico‑òptics emergents.